# TLR4
TLR4 (انگلیسی: TLR4) یا «گیرنده‌های ناقوسی‌شکل شماره ۴» که با نام «CD284» هم شناخته می‌شوند، پروتئینی است که در انسان توسط ژن «TLR4» کُد می‌شود.
این مولکول که ۹۵ کیلو دالتون وزن دارد، یک پروتئین تراغشایی است و از اعضای خانوادهٔ تی‌ال‌آرهاست که خودشان از گیرنده‌های شناسایی الگو محسوب می‌شوند و نقش مهمی در دستگاه ایمنی ذاتی ایفا می‌کنند.
فعال‌شدن این پروتئین به نوبهٔ خود منجر به فعالیت سیگنال درون‌سلولی فاکتور هسته‌ای کاپپا و تولید سیتوکین‌ها می‌شود و تحریک دستگاه ایمنی ذاتی را به‌دنبال دارد.
شهرت TLR4 به‌ویژه در شناسایی لیپوپلی ساکارید باکتری‌های گرم-منفی و همچنین برخی باکتری‌های گرم-مثبت است. همچنین لیگاندِ این پروتئین، برخی پروتئین‌های ویروسی، پلی‌ساکاریدها و نیز، انواع گوناگونی از پروتئین‌های درون‌زاد همچون لیپوپروتئین کم‌چگالی (LDL)، بتا-دیفنسین‌ها و پروتئین‌های گرماشوک را هم شامل می‌شود.